# Erasmus Student Network
| Logo                        | Logo von ESN       |
| Sitz                        | Brüssel, Belgien   |
| Gründung                    | 16. Oktober 1989   |
| Amtssprache                 | Englisch           |
| Präsident                   | Rita Dias          |
| Vizepräsident (Governance)  | Ioannis Pagoulatos |
| Vizepräsident (Development) | Adéla Smejkalová   |
| Quästor (Kassenwart)        | Ayberk Yavuz       |
| Communication Manager       | Lina Mohorić       |
| Web Projects Administrator  | Darwyn Bruelemans  |

Erasmus Student Network (ESN) ist eine nicht-kommerzielle internationale Studentenorganisation. Sie betreut Austauschstudenten, die in der Regel vom Erasmus-Programm vermittelt werden, und erleichtert ihnen die Integration vor Ort. Mit dem Wachstum der Organisation werden auch mehr Schwerpunkte auf die Belange und Verbesserung des Studentenaustauschs im Allgemeinen gelegt.
ESN besteht zurzeit (Januar 2024) aus 513 Sektionen an Hochschulen in 44 Ländern Europas (mit am Europarat orientierter Definition).

## Geschichte
Im Jahr 1987 verabschiedete die Europäische Gemeinschaft einen Plan zur internationalen Mobilität für die tertiäre Bildungsstufe. Das in diesem Rahmen gegründete Erasmus-Programm ist zu einer der bekanntesten Organisationen geworden, welche es Studierenden ermöglicht, einen Teil ihres Studiums im Ausland zu absolvieren. Anlässlich eines Treffens zur Auswertung des Programmverlaufs zwei Jahre später in Belgien entstand die Idee, ein Netzwerk zu gründen, welches die Austauschstudenten dabei unterstützt, Alltagsprobleme in ihrem Gastland zu bewältigen. Nach dem Motto „Studenten helfen Studenten“ entstand das Erasmus Student Network.
An verschiedenen europäischen Universitäten wurden daraufhin ESN-Sektionen ins Leben gerufen; die erste in Utrecht im Jahr 1989. Seit 1990 wurde die Organisation in Kopenhagen als eingetragener Verein geführt. ESN erlebte im letzten Jahrzehnt ein starkes Wachstum (2000: 95 Sektionen, 2010: 338 Sektionen), das auch stark durch neue Computertechnologien wie Skype und Facebook beeinflusst ist. 2005 wurde ein Büro in Brüssel eingerichtet.
ESN bekommt finanzielle Unterstützung der Europäischen Kommission, ist aber vom Erasmus-Programm unabhängig.
Für seine Verdienste um Europa wurde das Erasmus Student Network 2019 mit der Karlsmedaille für europäische Medien ausgezeichnet.

## Tätigkeit
ESN ist auf drei Ebenen organisiert. Die wichtigste Ebene ist die lokale, welche den Kontakt zu den Studierenden pflegt. Die Internationale Dachorganisation koordiniert das Wirken zwischen den einzelnen Staaten und Sektionen. Mehr und mehr formieren sich auch nationale Strukturen, welche die Zusammenarbeit zwischen den Sektionen eines Landes sicherstellen.

### Organisation

#### Lokale Ebene
Die lokale Ebene ist bei ESN die wichtigste. Hier sind die Mitglieder am aktivsten, hier sind Resultate und Aktivitäten direkt sichtbar. Die ehemaligen Austauschstudenten kommen vor allem mit den lokalen Sektionen von ESN in Kontakt; an diese erinnern sie sich auch nach Ende ihres Aufenthaltes im Ausland. Die Hauptaufgabe der lokalen ESN-Sektionen ist Unterstützung und Integration der Austauschstudierenden im Alltag. Sie koordinieren und organisieren soziale und kulturelle Aktivitäten und Exkursionen und bringen den Austauschstudenten so das Gastland näher. Die einzelnen Sektionen sind oft als Arbeitskreis oder Verein organisiert und pflegen eine Zusammenarbeit mit den Akademischen Auslandsämtern.

#### Nationale Ebene
In einigen Ländern – darunter Deutschland, Österreich und Schweiz – koordinieren National Boards die Arbeit auf nationaler Ebene, vermitteln zwischen lokaler und internationaler Ebene und organisieren Aktivitäten auf nationaler Ebene.
Im Januar 2024 existierten im Erasmus Student Network Deutschland 44 lokale Sektionen in 41 Städten, in Österreich 15, in der Schweiz 14, in Liechtenstein eine Sektion. Italien ist mit 53 Sektionen in 46 Städten das Land mit den meisten Sektionen. Weiterhin sind in den Ländern Polen mit 41, in der Türkei und Spanien mit je 38 und in Frankreich mit 37 Sektionen das Netzwerk stark vertreten.

#### Internationale Ebene
Die internationale, d. h. europaweite, Ebene unterstützt die Sektionen in ihren Aufgaben und fördert die Zusammenarbeit zwischen den einzelnen Sektionen. Sie organisiert internationale Events und sichert die Koordination zwischen all seinen Mitgliedern. ESN International vertritt die Organisation bei nationalen und internationalen Veranstaltungen, welche die studentische Mobilität betreffen, und ist Ansprechpartner in Verhandlungen mit der Europäischen Kommission sowie anderen betroffenen Institutionen.

### Projekte

#### ESN Survey
Der ESN Survey ist eine jährliche Umfrage unter aktuellen und ehemaligen Austauschstudierenden in ganz Europa zu einem jeweiligen Schwerpunktthema. Mit dieser Umfrage möchte ESN die Wünsche, Bedürfnisse und Probleme von Austauschstudierenden erfragen, um so Lösungsansätze zu erarbeiten. 2009 stand die Umfrage unter dem Thema Information on Exchange, es ging um die Fragen: Welche Informationsquellen nutzen Austauschstudenten, welche Qualität haben diese, welche Informationen fehlen? Bisher nahmen über 36.000 Studierende an dieser Umfrage teil. Damit ist es das erfolgreichste Projekt von ESN, die Ergebnisse wurden an die Europäische Kommission weitergegeben.

#### SocialErasmus
Das Projekt Social Erasmus wurde bei der 10-Jahr-Feier des Erasmus-Programms in Polen ins Leben gerufen und ist seit 2010 ein internationales Projekt von ESN. Unter dem Motto Reach higher! Go further! Go social! sollen dabei internationale Studierende während ihres Auslandsaufenthaltes in soziale Projekte der ESN-Sektionen vor Ort integriert werden. Das Projekt Social Erasmus steht damit ganz in der Tradition der Vision von ESN: Enrichment of society through international students.
Populäre Aktionen im Rahmen des Projekts sind beispielsweise:
- Besuch von Schulen durch internationale Studenten, die den Schülern über ihr Land berichten oder gemeinsam mit dem Lehrer fachliche Stunden gestalten
- Unterstützung ökologischer Projekte wie beispielsweise die Bepflanzung von Brachflächen
- Reinigung verdreckter natürlicher Flächen
- Blutspenden
- Spenden von auf verschiedene Weisen eingenommenem Geld für wohltätige Zwecke (beispielsweise Durchführung von Flohmärkten)
- Besuch von Kinderkrankenhäusern oder Waisenhäusern und Beschäftigung und Unterhaltung mit dortigen Kindern
- Überbringen von Geschenken durch „internationale Weihnachtsmänner“ in Waisenhäusern

#### ExchangeAbility
Das Projekt ExchangeAbility soll die Mobilität von Studierenden mit Behinderung durch Integration in die ESN-Arbeit verbessern.
Gemäß den Daten der Europäischen Kommission nahmen 2006/2007 nur rund 140 Studierende mit Behinderung an dem Erasmus-Programm teil. Auch wenn diese Zahl im Vergleich zu den Vorjahren angestiegen ist, ist sie noch immer deutlich gering. Vielen von ihnen ist aufgrund ihrer Behinderung ein Auslandsaufenthalt nicht oder nur bedingt möglich.
ESN möchte sie in die lokale Arbeit integrieren und auch ihnen internationale Kontakte ermöglichen, so dass sie andere Kulturen und Sprachen kennenlernen. Zudem plant ESN in Kooperation mit Youth Agora, ihre Websites für blinde und sehbehinderte Studierende nutzbar zu machen.

## Mitgliedschaft
ESN ist mit unterschiedlichem Status in folgenden Institutionen vertreten:
- Vollmitglied im Europäischen Jugendforum und in der Europäischen Bewegung International
- Assoziiertes Mitglied bei der European Students’ Union
- Gaststatus bei der European Association for International Education
- Mitbestimmungsstatus im Europarat

## Internationale Veranstaltungen

### Idee und Struktur
Die wichtigste Veranstaltung von ESN ist das Annual General Meeting (AGM). Es ist das festgelegte Jahreshaupttreffen, bei dem die Delegierten aller Sektionen, der National Boards und des International Boards eingeladen sind. Auf diesem Treffen werden die wichtigsten Beschlüsse gefasst und verabschiedet, Satzungsänderungen beschlossen und das neue International Board gewählt. Es findet in der Regel im Frühjahr statt.
Beim CND treffen sich Vertreter der einzelnen Länder, die sogenannten National Representatives (NRs), sowie weitere Personen wie Präsidenten der nationalen Ebene etc. Das CND wurde nötig und eingeführt, da das Netzwerk so weit gewachsen war, dass nicht mehr alle Entscheidungen auf dem AGM gefällt werden konnten.
Weiterhin wurden aufgrund des Wachstums die Regional Platforms eingeführt. Auf diesen treffen sich die Vertreter einzelner Teile von europäischen Ländern. Die Bezeichnungen und die teilnehmenden Staaten wechseln häufiger aufgrund der notwendigen Neugliederungen. Die Regional Platforms finden traditionell wie auch das CND im Herbst statt.
Das CM (Cultural Medley) war ein soziales Event, bei dem es hauptsächlich darum ging, neue Kontakte zu knüpfen bzw. alte Verbindungen zu stärken. CM-Treffen fanden von 1999 bis 2012 statt.
Weiterhin wurden aufgrund der Größe des Netzwerkes inzwischen etliche weitere Treffen eingeführt, wie Alumni Meeting oder spezielle Committees, die sich mit verschiedenen Aufgaben beschäftigen.